# Caribische talen

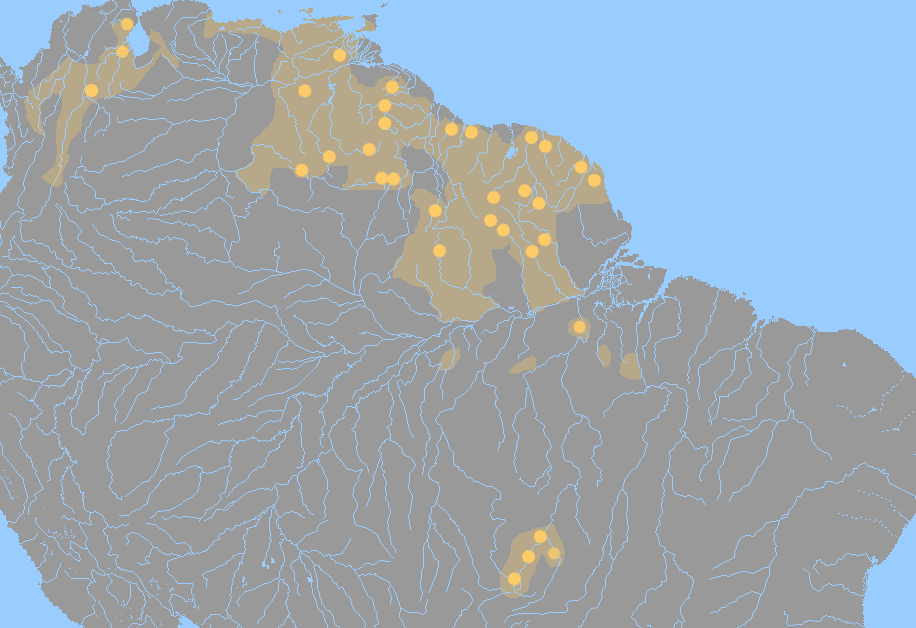
Huidige verspreiding van Caribische talen en waarschijnlijk verspreidingsgebied in de 16e eeuw.

De Caribische talen zijn een familie van inheemse talen van Amerika. Ze worden met name gesproken in het noorden van Zuid-Amerika, van de monding van de Amazone tot de Andes in Colombia, maar zijn ook in Centraal-Brazilië te vinden. De Caribische talen zijn relatief nauw verwant. De meeste worden nog gesproken, hoewel vaak door niet meer dan enkele honderden sprekers. De enige Caribische taal met meer dan een paar duizend sprekers is Macushi, dat door 30.000 mensen gesproken wordt. Een van de Caribische talen, Hixkaryana, is een van de zeer weinige natuurlijke talen met een OVS-volgorde.
De Caribische talen stammen af van het Proto-Caribisch, dat naar schatting rond 1000 v.Chr. gesproken werd. De Caribische talen hebben overeenkomsten met de Macro-Ge- en Tupitalen, en Rodrigues (2000) voegt hen samen in een overkoepelende familie, de Je-Tupi-Caribtalen.
Enkele jaren voor de komst van de eerste Spaanse ontdekkingsreizigers veroverden de Cariben de Kleine Antillen, waarbij ze de oorspronkelijke bewoners, de Arawakken, doodden, verjoegen of assimileerden. De meeste mannen werden gedood, maar veel krijgers van de Cariben namen Arawakse vrouwen, die hun taal aan hun kinderen doorgaven. Als gevolg hiervan ontstond een situatie waarin de mannen Karaïbs spraken en de vrouwen en kinderen Arawak. Elke volgende generatie volwassen mannen sprak echter een taal die meer Arawaks was en minder Caribisch, tot alleen nog basiswoorden en enkele grammaticale elementen aan het Karaïbs ontleend waren. Dit zogenaamde Eiland-Caribisch stierf in de jaren 1920 uit op de Kleine Antillen, maar overleeft tot op de dag van vandaag als Garífuna of Black Carib in Midden-Amerika. Het verschil tussen de taal van mannen en vrouwen bedraagt nu nog maar een handvol woorden.

## Classificatie
Pas rond het jaar 2000 werden voldoende gegevens verzameld van de meeste Caribische talen om een betrouwbare indeling te kunnen maken. De traditionele classificaties, gebaseerd op eerder verzameld materiaal, zijn daarom geen goede weergave van de verwantschappen tussen de talen in deze familie. De indeling van Gildea (2012) is recenter, maar onzeker, omdat het nieuwe materiaal nog niet volledig geanalyseerd is. Niettemin is de indeling een verbetering vergeleken met de oudere indelingen.
Geen van beide onderstaande indelingen is compleet. Diverse uitgestorven en ongeclassificeerde talen ontbreken.

### Traditionele classificatie
Onderstaande indeling is een traditionele classificatie die de familie in acht subgroepen verdeelt.
- Karaïbs [Galini, Kali'na]

- Guyana-Karaïbs
  - Trio: Tiriyó-Akuriyó, Salumá, Carijona-Hianákoto
  - Kashuyana: Sikiyana, Kaxuiâna (†)
  - Waiwai: Hixkaryana, Waiwai
- Noord-Amazonisch Karaïbs
  - Yawaperi: Atruahí [Atrowari, Waimiri]
  - Pemong: Macushi–Pemón [Arekuna], Akawaio–Patamona (= Kapong, Ingariko)
  - Paravilyana: Pawishiana (†)

- Centraal-Karaïbs
  - Wayana–Apalaí
  - Maquiritari [Dekwana]
  - Mapoyo–Yabarana–Pémono

- Zuid-Amazonisch Karaïbs
  - Bakairi: Bakairí, Kuikúro, Kalapálo, Amonap], Matipuhy [Nahukwa] (†)
  - Arara: Txikão [Ikpeng, Chikaon], Arára [Pará]

- Yukpa
  - Japrería
  - Yukpa
  - Coyaima (†)

- Panare

- Opon [Opón-Karare] (†)

### Gildea (2012)
- Parukoto
  - Katxúyana (Shikuyana, (†) Warikyana)
  - Waiwai: Waiwai (Wabui, Tunayana), Hixkaryana

- Pekodi
  - Bakairí
  - Arara: Arara (Parirí), Ikpéng (Txikão)

- Venezolaans Karaïbs
  - Pemóng–Panare 
    - Pemóng: Kapóng (Akawaio, Patamuna, Ingarikó), Makushi, Pemón (Taurepang, Kamarakóto, Arekuna)
    - Panare

  - Mapoyo–Tamanaku 
    - (†) Kumaná (Chaima, Cumanagota)
    - Mapoyo-Yawarana (Mapoyo, Wanai, Yawarana, Pémono)
    - (†) Tamanaku

- Nahukwa: Kuikúro, Kalapalo

- Guyanees Karaïbs
  - Karaïbs (Kari'nja, Kalinya, Cariña, Galibi)
  - Makiritare (De'kwana, Maiongong, Ye'kwana)
  - Taranoan 
    - Tiriyo: Akuriyo, Tiriyo, Trio
    - Karihona

  - Wayana

Ongeclassificeerd
- Apalaí
- Waimirí-Atroarí
- Yukpa: Yukpa, Japréria